# Гулиа, Дмитрий Иосифович
Дми́трий Ио́сифович Гу́лиа (Гулия) (абх. Дырмит Иасыф-иҧа Гәлиа, при рождении Гач Урысович Гулиа, абх. Гач Урыс-иҧа Гәлиа; 9 (21) февраля 1874, село Уарча, Гумистинский участок — 7 апреля 1960, село Агудзера, Абхазская АССР) — абхазский писатель, народный поэт Абхазской АССР (1937). Основоположник абхазской письменной литературы.

## Биография
Родился в бедной крестьянской семье. При рождении был назван Гач, позже, после принятия православия его семьёй, изменил имя на Дмитрий. Вместе с родительской семьёй в раннем детстве, как и большинство гумских абхазов, был выселен в Турцию, однако его отцу удалось вернуть семью на родину.
Закончил 2 класса гимназии в городе Сухуме. Учился в учительской семинарии в Гори (поступил в 1890 году). Был учителем. Преподавал в Кындыгской средней школе, Екатерининской греческой школе. 
В 1892 году вместе с К. Д. Мачавариани составил абхазскую азбуку на основе кириллицы. Ранее абхазский алфавит на основе кириллицы был создан П. К. Усларом и И. А. Бартоломеем. Однако количество и состав букв не соответствовал фонемному составу абхазского языка. Это было обусловлено тем, что ни Услар, ни Бартоломей не являлись носителями языка. Разработанная ими азбука употреблялась вплоть до 1926 года, когда в рамках общесоюзного процесса в абхазской письменности использовалась латиница. С 1938-го по 1954 год абхазская письменность была переведена на грузинский алфавит, который также не соответствовал фонемному составу языка. В 1954 году алфавит, разработанный Гулиа, был возрождён. 
Первая книга на абхазском языке была издана Гулиа в 1912 году в Тифлисе. Это был сборник абхазских пословиц и поговорок. Первая авторская книга на абхазском языке, поэма Гулиа, посвящённая объяснению в любви, была издана там же, в 1913 году. 
В 1921 году Гулиа организовал и возглавил первую абхазскую театральную труппу.
В 1922—1924 годах преподавал абхазский язык в Тбилисском государственном университете.
Был редактором первой абхазской газеты «Апсны» («Абхазия»).
Лирика Гулиа проникнута пафосом дружбы и единства народов (поэмы «Песнь об Абхазии», 1940, «Осень в селе», 1946, и др.). Гулиа написал первую абхазскую новеллу «Под чужим небом» (1919). В романе «Камачич» (1940) показаны жизнь угнетённых абхазов при царизме, безрадостная судьба женщины.
Роль Гулиа в развитии абхазской культуры сложно переоценить. Ему принадлежат труды по языку, истории (где он, в частности, пытаясь объяснить происхождение абхазских негров, проводил параллели между абхазской и эфиопской топонимикой), этнографии (например, работы, посвящённые культу козла и божеству охоты), истории абхазов (первый том истории вышел в 1925 году), хрестоматии и учебники. 
Его переводческая деятельность включает в себя не только художественную литературу (произведения Пушкина, Чехова, Лермонтова, Руставели и многих других поэтов и писателей), но и сугубо специфические тексты, например, "Болезни домашних птиц" (1916). Гулиа первым стал переводить богослужение на абхазский язык: совместно с Т. Д. Мааном он перевёл Евангелие, требник и молитвы.  
За выдающиеся заслуги в области науки Гулиа было присвоено звание академика наук — и это без наличия высшего образования.
Депутат Верховного Совета СССР 4—5-го созывов.
Умер 7 апреля 1960 года. Могила Гулиа находится в центре города Сухум, во дворе его Дома-музея.

### Семья
- Брат — Иван Иосифович Гулиа.
- Сестра — Екатерина Иосифовна Гулиа.[1]
- Сын — Георгий Гулиа — известный русский советский писатель.
- Внук — Нурбей Гулиа — учёный, изобретатель супермаховика.

## Награды и звания
- орден Ленина (28.03.1949)
- 3 ордена Трудового Красного Знамени (24.02.1941; 22.02.1954; 17.04.1958)
- медали

## Память
- Литературно-мемориальный музей Д. Гулия (Сухум)
- Абхазский институт гуманитарных исследований в Сухуме и Дом творчества писателей в Пицунде носят имя Д. Гулия.
- В Донецке есть улица Дмитрия Гулиа
- В честь Д. И. Гулиа выпущены почтовая марка и монета Абхазии.
- В Сухуме на пересечении просп. Леона и ул. Ардзинба установлен памятник.

- Заголовок
- Марка с купоном. На купоне — цитата из стихотворения Гулиа
- Памятная монета в 10 апсар с профилем Дмитрия Гулиа